# Єкатерининка
Єкатери́нинка (рос. Екатерининка) — селище у складі Івдельського міського округу Свердловської області.
Населення — 381 особа (2010, 143 у 2002).
Національний склад населення станом на 2002 рік: росіяни — 94 %.